# Primera batalla de Huachi
La primera batalla de Huachi, també coneguda com a batalla de Huachi Grande, fou un enfrontament armat que va tenir lloc el 22 de novembre de 1820 entre tropes reialistes de l'Imperi espanyol i les forces independentistes de la Província Lliure de Guayaquil. L'acció es produí a la zona coneguda com a Huachi Grande, a prop de la ciutat d'Ambato.

## Antecedents
Després de la victòria a Camino Real el dia 9 de novembre, les forces independentistes tenien el camí lliure per pujar cap a la serra equatoriana i avançar en la campanya per alliberar Quito i la resta de territoris de la Reial Audiència. El dia 10 ocuparen Guaranda i, així, penetraren ràpidament al carreró interandí. Els comandants Luis Urdaneta i León de Febres Cordero tenien dues opcions: anar cap al sud fins a Cuenca o anar directament cap a Quito, decisió aquesta última que semblava la més lògica. Les tropes reialistes havien estat derrotades a Camino Real, però es tractava només d'un destacament, mentre que el gruix de la força sota el comandament de Francisco González estava en disposició de combatre i des de Quito s'enviaren reforços de tropes veteranes.

## Batalla
Els reialistes eren inferiors en nombre, però comptaven amb una cavalleria amb més experiència, i podien aprofitar l'avantatge defensiu que els conferia l'irregular terreny al voltant de Huachi. Ja en batalla, les males decisions dels patriotes en el desplegament i les retirades de diversos elements al comandament del major Hilario Álvarez, van produir el trencament de les files, que va conduir a una de les pitjors derrotes per als guayaquilenys, amb fortes baixes (uns 300 homes, la majoria de cavalls i alguns canons).

## Conseqüències
La derrota a Huachi va significar, per als guayaquilenys, la retirada cap al sud, cosa que va permetre als reialistes disposar de camí lliure cap a la costa i amenaçar Guayaquil i també l'accés al sud de la serra equatoriana. El coronel González, en lloc de llançar-se cap a Guayaquil, va preferir la segona opció i avançar cap a Cuenca, que havia proclamat la independència el 3 de novembre. El moviment de González donaria lloc a la batalla de Verdeloma, una nova derrota independentista, però aportaria un temps preciós a les autoritats guayaquilenyes per refer les seves tropes.